# Nadzieja Hrekawa
Nadzieja Hrekawa-Malinina (biał. Надзея Рыгораўна Грэкава, ros. Надежда Григорьевна Грекова, Надежда Григорьевна Малинина, ur. 4 września?/17 września 1910 w Mińsku, zm. 6 stycznia 2001 tamże) – białoruska działaczka partyjna i państwowa, w latach 1938–1947 przewodnicząca Rady Najwyższej Białoruskiej SRR.

## Życiorys
W 1922 rozpoczęła pracę jako szwaczka w fabryce „Kastrycznik” w Mińsku. Dziesięć lat później wstąpiła do WKP(b). W 1933 stanęła na czele jednego z oddziałów związków zawodowych. Od 1938 do 1940 pełniła obowiązki sekretarza KC KP(b)B. W 1941 ukończyła Wyższą Szkołę Partyjną przy KC WKP(b). W czasie II wojny światowej ewakuowała się z Białorusi do Kazania, gdzie sprawowała urząd przewodniczącej komitetu miejskiego WKP(b).
Po przeprowadzeniu reformy ustrojowej w Białoruskiej SRR mianowano ją w 1938 przewodniczącą Rady Najwyższej – funkcję piastowała do 1947. W latach 1942–1946 pełniła również obowiązki wiceprzewodniczącej Rady Komisarzy Ludowych Białoruskiej SRR. W 1947 objęła tekę ministra przemysłu spożywczego BSRR, a od 1949 do 1952 sprawowała funkcję wiceministra w tym samym resorcie w RFSRR.
Działała w partii – była członkiem Biura Politycznego KC KP(b)B (1938–1940) oraz Centralnej Komisji Rewizyjnej WKP(b) (1939–1952). Sprawowała mandat deputowanej: w latach 1938–1947 Rady Najwyższej Białoruskiej SRR, a od 1946 do 1950 Rady Najwyższej ZSRR. Była również posłanką do Rady Najwyższej RFSRR (1951–1955).
W życiu prywatnym była żoną generała Michaiła Malinina. Jej imieniem nazwano park znajdujący się w Mińsku przy ul. Malinina. W parku znajduje się od 2002 jej pomnik. Pochowana na Cmentarzu Nowodziewiczym w Moskwie.